# World of Goo
World of Goo ist ein Computerspiel von 2D Boy. Es wurde am 13. Oktober 2008 erstmals als Downloadvariante für Windows und Macintosh angeboten und ist im Handel am 11. Dezember 2008 erschienen, zudem ist das Spiel auch für Linux, die Nintendo Wii,  Android und iOS erhältlich. Entwickelt wurde es von Kyle Gabler, Ron Carmel und Allan Blomquist, die zuvor Mitarbeiter von Electronic Arts waren. World of Goo gewann 2008 auf dem Independent Games Festival in den Kategorien Technische Perfektion und Innovatives Game Design und war in der Kategorie Seumas McNally Grand Prize nominiert.
Ziel dieses Puzzle-Spieles ist es, mit kleinen Bällen, sogenannten Goos, einen Weg zum Levelende, einem Rohr, zu bauen. Von dem Rohr muss eine bestimmte Anzahl an Rest-Goos eingesaugt werden. Ähnlich wie im Spiel Bridge Builder baut das Spielprinzip auf einer Physik auf, die beim Bau beachtet werden muss.
Die Grundidee des Spiels ging aus dem Freeware-Spiel Tower of Goo hervor, das der Entwickler Kyle Gabler einige Jahre zuvor als Prototyp programmiert hatte.
Am 2. August 2024 wurde der Nachfolger World of Goo 2 veröffentlicht, der von 2D Boy zusammen mit Tomorrow Corporation entwickelt wurde.

## Spielprinzip

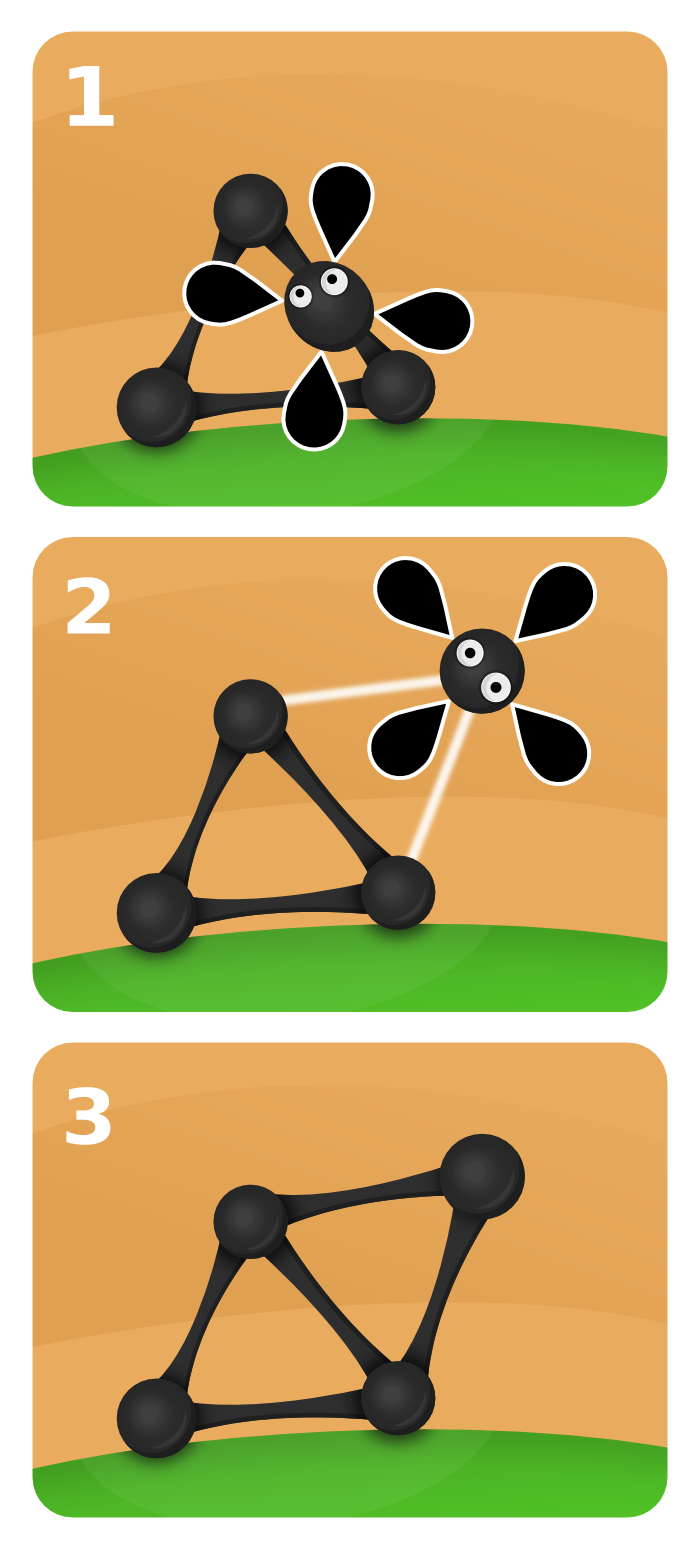
Spielprinzip: Platzierung eines Goos um eine Struktur aufzubauen.

Das Spiel ist in 4 Kapitel und einen Epilog unterteilt, wobei jedes der Kapitel eine andere Szenerie nutzt und sich daher anders als die vorangegangenen Kapitel spielt. Ein eigentlich für den europäischen Markt geplantes Bonuskapitel wird bis auf weiteres zurückgestellt, da das Spiel früher als geplant erschien. Innerhalb eines jeden Levels müssen aus einer vorgegebenen Menge an Goos eine bestimmte Anzahl durch ein Rohr eingesaugt werden. Dies geschieht, indem man die Goos miteinander verbindet und so je nach Level zum Beispiel eine Brücke in Richtung dieses Rohrs baut.
Im sogenannten Tower-of-Goo-Modus dürfen die im Laufe der Kapitel zu viel gesammelten Goos zu einem Turm zusammengebaut und im Internet mit anderen Spielern verglichen werden.

## Schwarzkopien und Verkäufe
Der Entwickler 2D Boy verzichtete bei World of Goo auf Kopierschutz und DRM. Kyle Gabler errechnete, dass Anfang November 2008 ungefähr 82 Prozent der Goo-Spiele illegale Kopien waren. Er verglich die Verkaufszahlen mit dem Spiel Ricochet, das mit Kopierschutz ausgeliefert wurde, und kam zum Ergebnis, dass ein Kopierschutz nur ein Tausendstel der jetzigen Besitzer illegaler Kopien bewogen hätte, ein Original zu kaufen. Zunächst ging er von 90 Prozent illegalen Kopien aus, berechnete nach Zweifeln im Forum jedoch neu. Dabei ging er nun auch davon aus, dass ein Benutzer das Spiel durchschnittlich an 1,25 Computern installiert. Dennoch war World of Goo zeitweilig hinter World of Warcraft das am zweitbesten verkaufte Spiel bei amazon.com. Bei den US-WiiWare-Verkäufen lag World of Goo mehrere Wochen lang auf dem ersten Platz.
Am 20. Januar 2009 stellte Kyle Gabler den Soundtrack gratis zum Download bereit.
Der Publisher Brighter Minds Media musste 2009 einen Antrag auf insolvenzbedingte Restrukturierung stellen. Er stellte jedoch klar, dass die illegalen Kopien bei World of Goo nicht zu den finanziellen Problemen beigetragen hatten, sondern die Wirtschaftskrise, gestiegene Verschuldung und generell gesunkene Verkaufszahlen die Hauptschuld trügen. 2D Boy erklärte, dass es keine Verbindung zum Verzicht auf DRM bei World of Goo gebe und das Experiment fortgesetzt werde.
Anlässlich des ersten Jahrestages konnte das Spiel vom 13. bis zum 25. Oktober als Download-Titel für PCs zu einem vom Käufer frei wählbaren Preis erworben werden. Bis zum 19. Oktober wurden auf diese Weise durchschnittlich 2,03 Dollar für mehr als 57.000 Kopien bezahlt. Im gleichen Zeitraum stiegen auch die Verkaufszahlen des Spiels für die anderen Vertriebswege. Im Mai 2010 wurde das Spiel gemeinsam mit fünf anderen Spielen unabhängiger Hersteller im Rahmen des ersten Humble Indie Bundles erneut zu einem beliebigen Preis angeboten, der jedoch nicht nur an die Entwickler, sondern auch zu vom Käufer frei einstellbaren Anteilen an zwei gemeinnützige Organisationen gespendet werden konnte. Bei dieser Aktion wurden knapp 140.000 Kopien verkauft.
Seit Mai 2023 wird das Spiel exklusiv von Netflix Games vertrieben und ist auf verschiedenen Plattformen mit aktivem Netflix-Abonnement nutzbar. Die in diesem Rahmen überarbeitete Version bietet eine höhere Auflösung, umfangreichere Lokalisierung und ist auf verschiedenen Geräten spielbar.

## Kritiken
Bei den Wertungsaggregatoren MobyGames, Gamerankings (Memento vom Januar 2009) und Metacritic wurden die PC-Fassung bis 2025 mit 90 % bis 90,8 % und die Wii-Fassung mit 93,7 % bis 94 % bewertet. Von IGN wurde World of Goo in sieben Kategorien ausgezeichnet, darunter „Wii Game of the Year“, „Best Puzzle Game“ für PC und Wii sowie „Best WiiWare Game“. Bei Gametunnel und Rock Paper Shotgun wurde World of Goo zum Spiel des Jahres, bei Gamasutra hinter Fallout 3 zum zweitbesten Spiel des Jahres gewählt.

## Entwickler

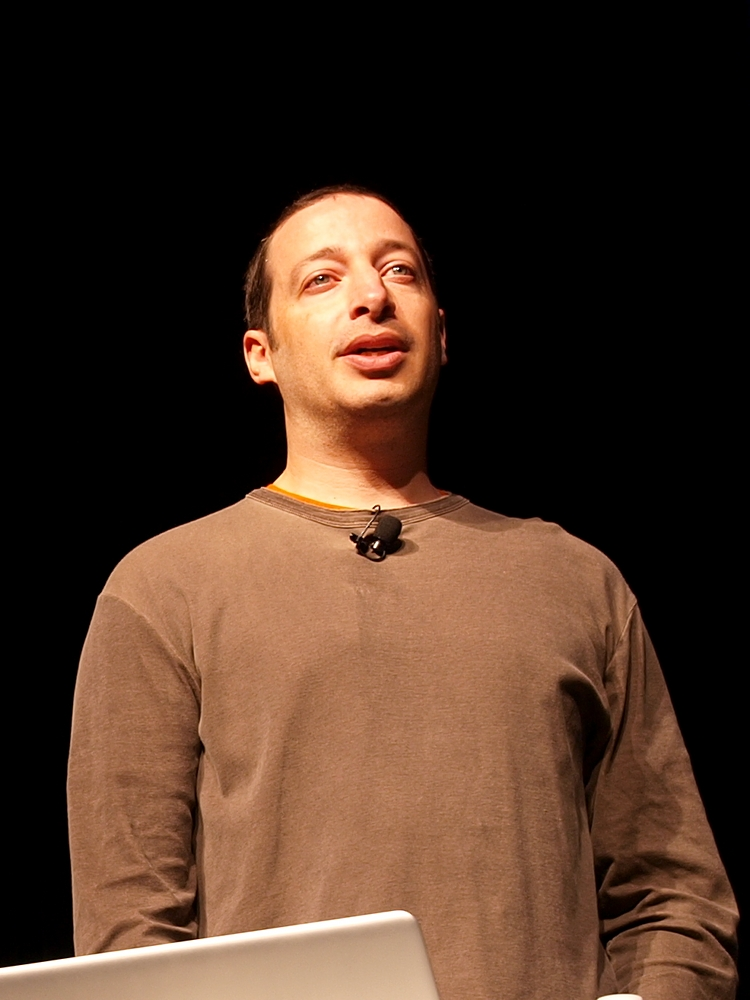
Entwickler Ron Carmel
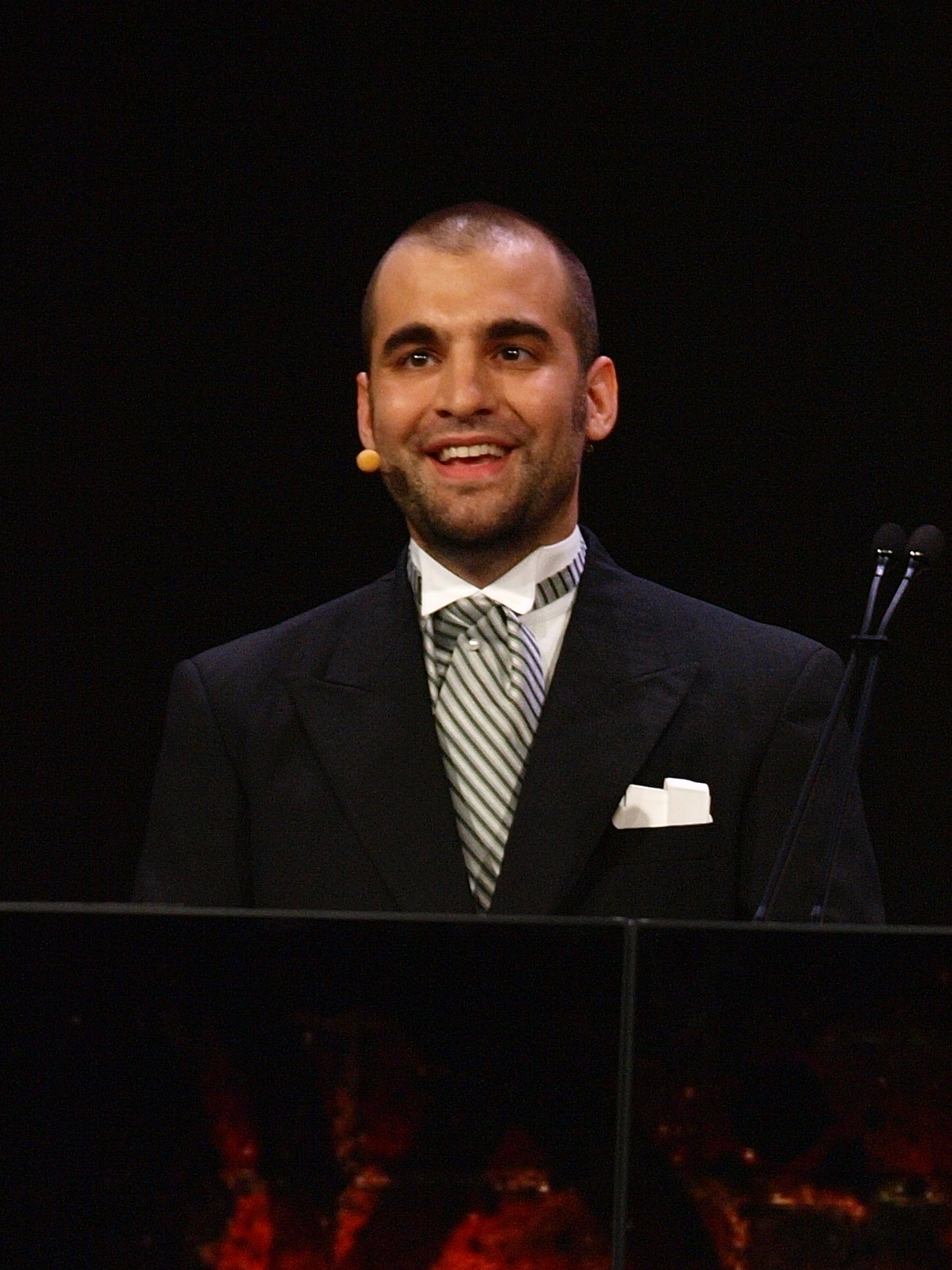
Entwickler und Komponist Kyle Gabler